# Pristimantis marmoratus
Pristimantis marmoratus är en groddjursart som först beskrevs av George Albert Boulenger 1900.  Pristimantis marmoratus ingår i släktet Pristimantis och familjen Strabomantidae. IUCN kategoriserar arten globalt som livskraftig. Inga underarter finns listade i Catalogue of Life.